# Ziegelhütte (Rod an der Weil)

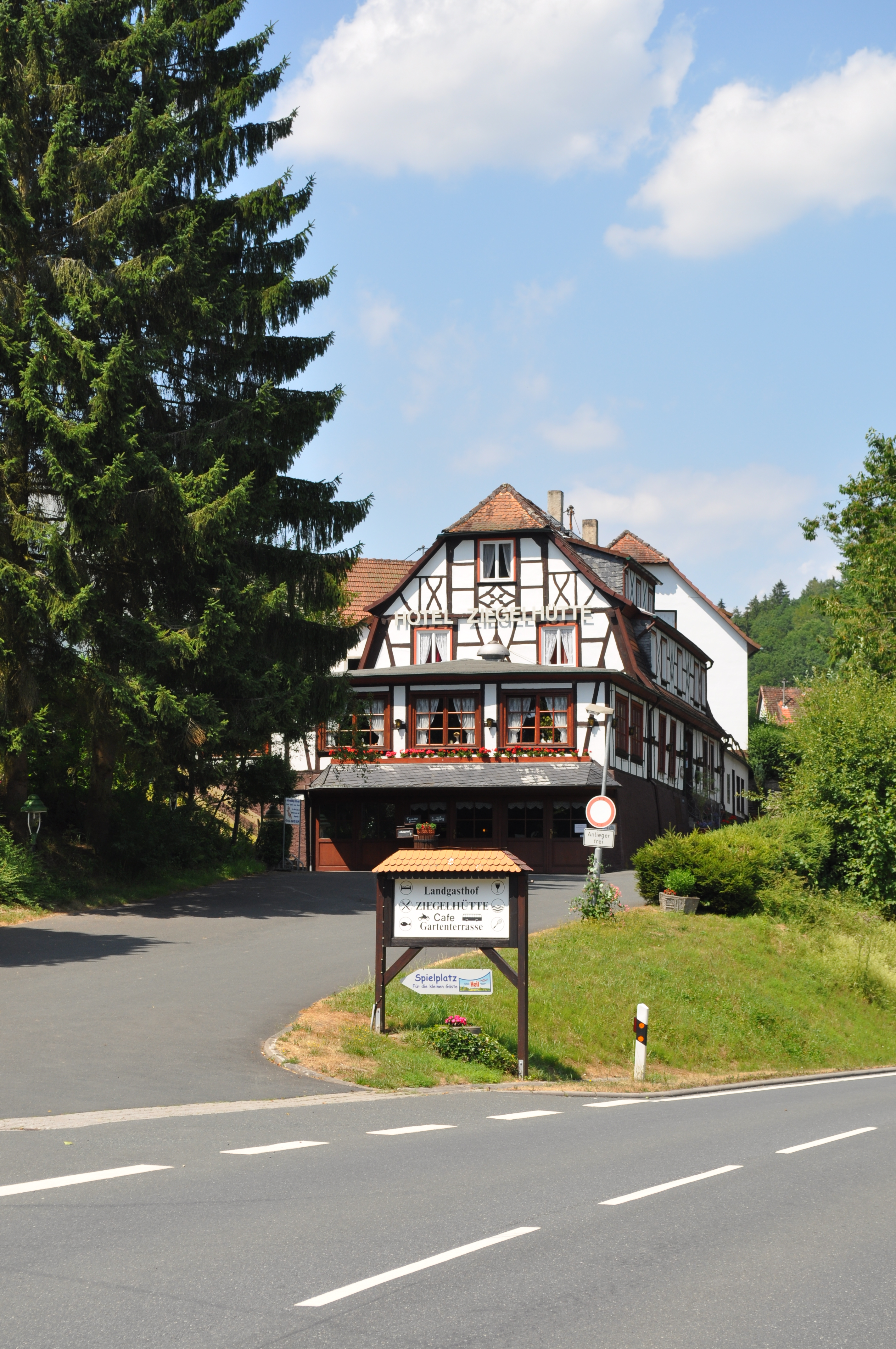
Ziegelhütte, Rod An der Weil, Richtung Rod an der Weil

Die Ziegelhütte außerhalb von Rod an der Weil ist eine frühere Ziegelei und heute Landgasthof. Das Fachwerkgebäude steht unter Denkmalschutz.

## Geschichte
Die Residenzstadt der Fürsten von Nassau-Usingen wurde in drei Stadtbränden (vor allem dem von 1692) verwüstet. Ein Hauptgrund war die Nutzung von Stroh, um die Dächer zu decken. In mehreren Edikten (z. B. der Fürstlich Saarbrück-Usingischen Feuer-Ordnung erneuert und publicieret den 27. November 1750) untersagten die Fürsten daher die Nutzung von Stroh zum Dachdecken. Um die benötigten Dachziegel nicht aus dem "Ausland" importieren zu müssen, richteten die Fürsten in Eschbach in der Wernborner Straße eine Ziegelei ein. Deren Kapazitäten reichten jedoch nicht aus, das gesamte Usinger Land zu versorgen.
1778/78 wurde daher die herrschaftliche Ziegelhütte als zweiter Produktionsbetrieb geschaffen. Der Rohstoff für die hier gefertigten Biberschwänze war der oberhalb des Betriebs abgebaute Lehm. Der erste Pächter war Andreas Henne aus Hungen. Das Unternehmen war zunächst nicht erfolgreich. 1786 übernahm Peter Pfeffer aus Katzenfurt die Anlage für eine Jahrespacht von 40 Gulden. 1791 übernahm dessen Schwiegersohn Jacob Weis aus Wiesbaden den Betrieb.
Mit dem Entstehen des Herzogtum Nassaus entstand ein größerer Wirtschaftsraum und der Nutzen, die Ziegelhütte als staatlichen Besitz zu führen, wurde hinterfragt. 1806 wurde die Nassauische Brandversicherung ins Leben gerufen. Hinzu kam der schlechte bauliche Zustand des Anwesens. Eine Beschreibung aus dem Jahr 1805 erklärte. „Obschon ... dieses Gebäude erst vor 20 Jahren erbaut worden, so erfordert es doch schon Hauptreparationen“. 
Am 29. August 1808 wurde die Ziegelhütte daher privatisiert und an den Ziegler Jacob Weis verkauft. Das Unternehmen blieb lange im Familienbesitz. Später folgten die Ziegler Groß und Wölfinger als Eigentümer. 1933 stellte der damalige Besitzer Christian Kleinschmidt die Ziegelherstellung ein. Seit dieser Zeit wird das Anwesen als Hotel und Gaststätte mit dem Namen "Hotel-Pension-Café Ziegelhütte" und seit 1996 als "Landgasthof Ziegelhütte" genutzt.
1968 wurde durch den Besitzer Horst Kleinschmidt ein Freibad gebaut. Seit 2002 wird das Becken nicht mehr befüllt.
1978 wurde ein Tennisplatz gebaut, der ebenfalls nicht mehr genutzt wird.
Die Planungen für eine Weiltalsperre in den 1950er und 1960er Jahren hätten dazu geführt, dass die Ziegelhütte direkt an der Staumauer gelegen wäre. Diese Planungen wurden 1969 eingestellt.

## Gebäude

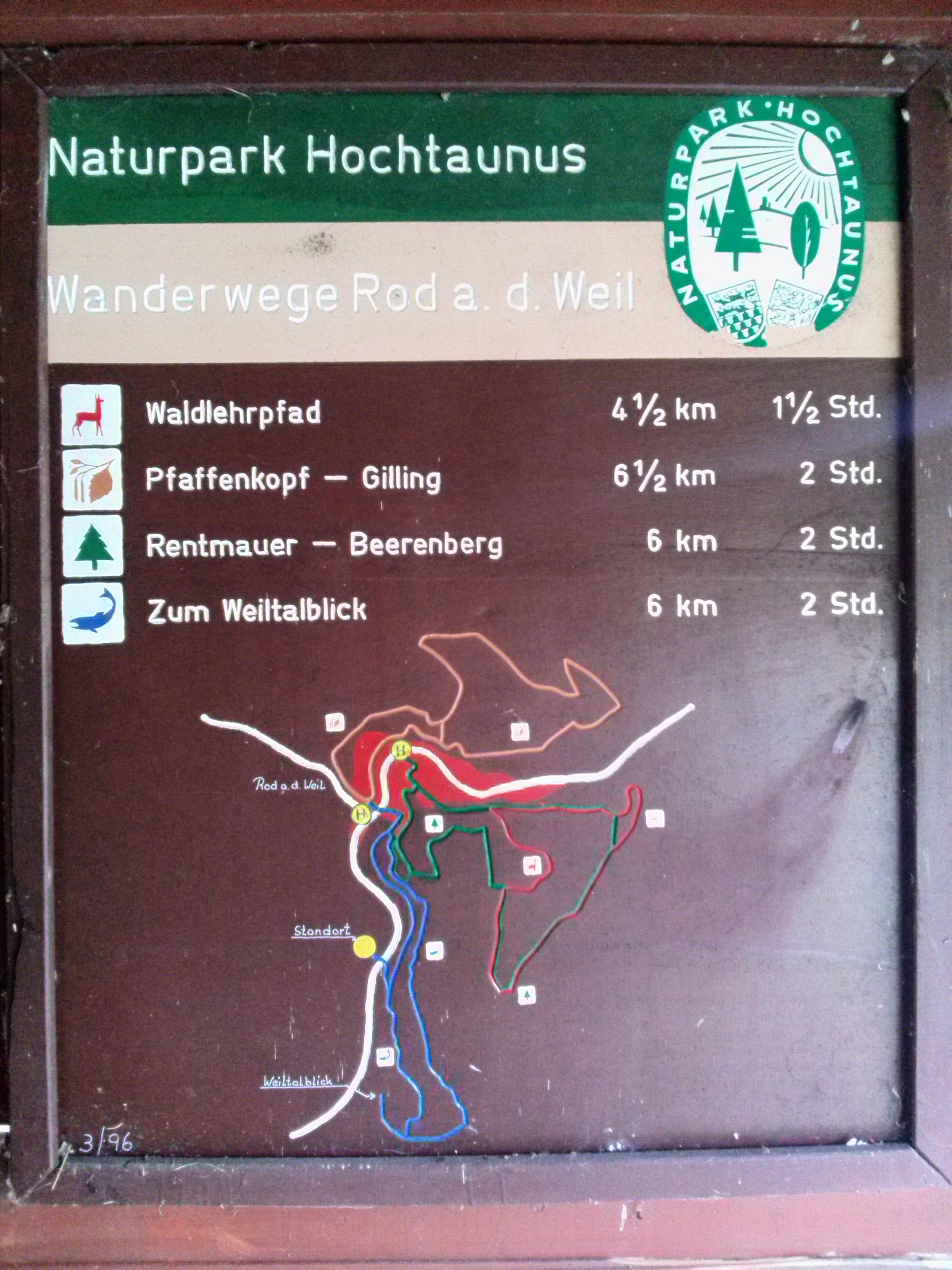
Wandermöglichkeiten bei der Ziegelhütte Rod An der Weil

Das Hauptgebäude mit der Adresse Ziegelhütte 2 (Flur 9, Flurstück 49) ist ein dreistöckiges Gebäude, dessen Frontseite Sichtfachwerk aufweist. Bedingt durch die Hanglage ist der mittig der Längsseite gelegene Eingang durch Treppen erschlossen.

## Verkehrsanbindung
Die Ziegelhütte liegt oberhalb der Weiltalstraße L3025 und ist mit den Buslinien 50, 62 und 82 erreichbar.

## Wanderungen
An der Ziegelhütte führen 4 Wanderwege vorbei. Dies ist zum einen der Waldlehrpfad mit 4,5 km (1,5 h), zum Pfaffenkopf -Gilling 6,5 km (2 h), zum Rentmauer - Beerenberg 6 km (2 h) sowie zum Weiltalblick 6 km (2 h)